# Tagulinus histrio
Tagulinus histrio là một loài nhện trong họ Thomisidae.
Loài này thuộc chi Tagulinus. Tagulinus histrio được Eugène Simon miêu tả năm 1903.